# Geordie
Geordie è un'antica ballata britannica nata intorno al XVI secolo, numero 209 delle Child Ballads, ed esiste in molte varianti.
Versioni di questa ballata infatti fanno parte del repertorio tradizionale dei cantanti folk in Scozia, Inghilterra, Irlanda, Canada e Stati Uniti, ed è tuttora cantata da numerosi artisti e gruppi musicali. La ballata parla del processo dell'eroe eponimo, durante la quale sua moglie supplica per la sua vita.

## Trama
Il protagonista della canzone, di nome Geordie, è un giovane che si è reso colpevole di un crimine e pertanto sarebbe condannato all'impiccagione; il reato può essere una ribellione, un omicidio o un furto di animali di proprietà reale come cavalli o cervi, a seconda della versione. La moglie (o fidanzata) implora per la vita di Geordie; spesso la ragazza ha già dei figli, dei quali uno ancora in grembo.
In molte versioni, specie quelle scozzesi, c'è un lieto fine, in quanto viene fissato un riscatto per salvare Geordie e la donna riesce a pagarlo grazie all'aiuto dei popolani impietositi, mentre nelle versioni inglesi dal XVIII secolo in poi, dalle quali le versioni moderne sono derivate, Geordie è un bracconiere e il lieto fine non è presente; ciò deriva dal fatto che il bracconaggio nell'Inghilterra del periodo, nella realtà, era punito in modo estremamente duro, in particolare nelle tenute e nelle riserve reali; al giovane Geordie, evidentemente per le sue origini aristocratiche, viene riservato il raro "privilegio" di essere impiccato con una corda (o una catena) d'oro, e la giovane fidanzata cavalca fino a Londra per chiedere, invano, di risparmiare la vita dell'amato.

## Fondamento storico
La vicenda di Geordie sembra avere un fondamento storico: si tratta, secondo l'ipotesi scozzese, della storia di George Gordon, marchese e conte di Huntly, che fu condannato a morte come traditore nel 1589 per essersi ribellato contro Giacomo VI, re di Scozia, ma per intercessione della famiglia fu liberato previa consegna di un riscatto; è probabile che Giacomo VI attraverso tale concessione abbia voluto evitare lo scontro con la famiglia di George, da sempre potente alleata della Corona.

## Adattamenti
- La prima versione incisa della ballata è probabilmente quella live del 1962 di Joan Baez, alla quale comunque si deve il merito della popolarità internazionale della canzone.
- Il primo artista a realizzare una versione italiana della ballata fu Fabrizio De André, che la incise nel 1965 nel singolo Geordie/Amore che vieni, amore che vai, interpretandola in duo con Maureen Rix, con un testo in lingua italiana che riprendeva la versione di Claude François del 1964. Lo stesso De André ne incise una nuova versione in duetto con la figlia Luvi durante il live al Teatro Brancaccio di Roma nel 1998 (versione contenuta nell'album Fabrizio De André in concerto).
- Il gruppo folk rock britannico Trees la incluse nell'album On the Shore del 1970.
- Nel 1971 il gruppo danese Gasolin' incise la versione Langebro inclusa nel loro primo album omonimo. Questa versione mantiene il ritmo, ma modifica completamente il testo.
- Nel 2001 uscì il singolo Geordie dei Mercanti di Liquore, cover della versione di De André.
- Alla fine del 2002 ha ottenuto un grande successo commerciale il singolo Geordie, adattamento italo dance del brano di De André a opera di Gabry Ponte.
- Nel 2007 la cantante folk toscana Giuditta Scorcelletti l'ha inserita in "Canto", raccolta di cover e canti popolari italiani e internazionali.
- Nel 2013 Angelo Branduardi reinterpreta la ballata nella versione di De André con l'accompagnamento di un arciliuto, nel brano Suite per arciliuto e voce contenuto nell'album Il rovo e la rosa - Ballate d'amore e morte.
- Nel 2020 il rapper Lazza si rifarà alla vicenda descritta nella ballata per la stesura del suo brano "L'erba voglio (Geordie)" a cui prenderà parte anche il noto rapper Emis Killa.

## Testo
(Child Ballads n° 209)